# A Tale of Two Santas
A Tale of Two Santas (с англ. — «История о двух Сантах») — третий эпизод третьего сезона мультсериала «Футурама». Североамериканская премьера этого эпизода состоялась 23 декабря 2001 года в преддверии католического Рождества.

## Сюжет
Выступая в программе «Вечерние новости», голова Уолтера Кронкайта напоминает об опасностях Рождественских праздников, причиной которых является Робот-Санта. Профессор отправляет команду Межпланетного экспресса доставить письма от детей Роботу-Санте, живущему на планете Нептун. Во время полёта команда зачитывает письма некоторых детей, из которых Фраю становится понятно, что в XXX веке отношение к Санта-Клаусу крайне отрицательное. Фрай убеждает команду, что нужно вернуть Рождеству тот объединяющий дух, который был в XX веке.
На Нептуне команду Межпланетного экспресса встретили нептунианцы. Они пояснили, что после закрытия Сантой завода по производству игрушек все нептунианцы стали нищими, и теперь им нечего есть. Фрай решает поговорить с Сантой лично. Двое нептунианцев отводят команду в Ледяной замок Робота-Санты. Когда команда проникает внутрь, Лила пытается вывести Робота-Санту из строя с помощью логического парадокса («Подумай вот над чем. Ты должен уничтожить непослушных. Но многие из тех, кого ты уничтожаешь, совсем не плохие люди. Значит, ты сам непослушный. Следовательно, ты должен уничтожить себя»).
Позже выясняется, что Санта запрограммирован на нейтрализацию логических парадоксов. Команда в спешке покидает его замок и добирается до космического корабля. Лила не может взлететь, так как Санта удерживает корабль. От огня из сопла корабля снег под ногами Санты тает и затягивает его в ледяной капкан. С этого момента Лила и Фрай вместе с нептунианцами налаживают выпуск игрушек, а Бендер решает развезти их по адресам. Но испуганные прежним образом Санты люди боятся Бендера или пытаются его уничтожить.
В небе над городом на каноэ проплывает Кванза-бот. Кванза-бот не узнает, что Робот-Санта — это Бендер, и обращается к нему: «Эй, Санта, что это с тобой?» Бендер отвечает ему все, как есть: «Какой ужас, Кванза-бот. Все меня ненавидят». «Я тебя понимаю, — отвечает Кванза-бот. — Меня тоже никто не любит». Бендер спрашивает Кванза-бота: «Не поможешь мне доставить подарки?» На что Кванза-бот отвечает: «Времени нет. Я распространяю книгу о Кванзе».
Книга называлась «What the hell is Kwanzaa?» (с англ. — «Что, чёрт возьми, такое Кванза?»)
Далее Кванза-бот удручённо говорит: «Мне нужно распродать все экземпляры за 647 лет».
Не справляясь с объёмом дел Санта-Клауса, Бендер выбрасывает игрушки в канализацию. Чуть позже его ловит полиция, и Бендера приговаривают к смерти.
Желая доказать невиновность Бендера, Лила и Фрай возвращаются на Нептун, чтобы забрать Робота-Санту с собой, но вместо этого они освобождают его из ледяных оков и, не осознавая этого, доставляют его на Землю. В момент казни Бендера Робот-Санта спасает его и просит помочь ему. Бендер соглашается, и они вдвоём устраивают погром в Новом Нью-Йорке.
В это же время в офисе Межпланетного экспресса страх объединил всю команду и сблизил их, как Рождество XX века, как и «мечтал» Фрай. Фрай констатирует это, но его чувства вряд ли можно назвать искренними. Такой итог — скорбная плата и наказание миру будущего, выражение невозможности сохранить дух Рождества, впрочем, как и любого другого праздника, в столь извращённом мире.
В это же время Бендер и Робот-Санта летят по небу после удачного погрома. На своей лодке-каноэ мимо них опять летит Кванза-бот. Бендер уже воспрял духом и обратился к нему: «Эй, Кванза-бот! Куда это ты?»
«А ты разве не слышал? — отвечает Кванза-бот. — Ханука-зомби выступает с докладом, придёшь?»
Бендер обещает обязательно прийти, но тут Робот-Санта дарит ему коробку в благодарность за то, что Бендер помог ему выполнить его работу, пока Санта сидел во льдах. Открыв коробку, Бендер видит, что там ничего нет. Он удивлён, но Робот-Санта говорит ему, что устроит ему убийство, если он опять это[что?] сделает. С этими словами он выкидывает Бендера из своих саней.